# Claude Chantal
Pour les articles homonymes, voir Chantal.
Claude Chantal est une actrice et directrice artistique française, née le 5 février 1932 à Alger et morte le 8 février 2016 dans le 18e arrondissement de Paris,,.
Spécialisée dans le doublage, elle a notamment prêté sa voix à Daphné Blake dans Scooby-Doo, à Krilin dans la saga Dragon Ball, à Mme Benet dans Orgueils et Préjugés, à Sailor Mars dans Sailor Moon, à Caroline Ingalls (Karen Grassle) dans La Petite Maison dans la prairie et au professeur McGonagall (Maggie Smith) dans les 5 premiers films de la saga Harry Potter.

## Doublage

### Cinéma

#### Films
- Maggie Smith dans :
  - Harry Potter à l'école des sorciers (2001) : professeur Minerva McGonagall
  - Les Divins Secrets (2002) : Caroline Eliza « Caro » Bennett
  - Harry Potter et la Chambre des secrets (2002) : professeur Minerva McGonagall
  - Harry Potter et le Prisonnier d'Azkaban (2004) : professeur Minerva McGonagall
  - Harry Potter et la Coupe de feu (2005) : professeur Minerva McGonagall
  - Secrets de famille (2005) : Grace Hawkins
  - Harry Potter et l'Ordre du Phénix (2007) : professeur Minerva McGonagall[4]

- Lorella De Luca dans :
  - Un pistolet pour Ringo (1965) : Miss Ruby
  - Les Durs (1974) : Anne Lombardo

- Geraldine McEwan dans :
  - Robin des Bois, prince des voleurs (1991)[n 1] : Mortianna[5]
  - Vanity Fair : La Foire aux vanités (2004) : Lady Southdown

- 1935[n 2] : Les 39 Marches : la femme de l'aubergiste (Hilda Travelyan)
- 1939[n 3] : Tarzan trouve un fils : Mme Richard Lancing (Laraine Day)
- 1956 : Sous le signe de la croix : Lea (Marisa Allasio)
- 1959 : Le Journal d'Anne Frank : Anne Frank (Millie Perkins)
- 1960 : Salammbô : Salammbo (Jeanne Valérie)
- 1960 : Exodus : Mme Hirschberg (Esther Ofarim)
- 1960 : L'Histoire de Ruth : Orpah, femme de Chilion (Ziva Rodann)
- 1961 : Ave Maria : Esperanza (Alessandra Panaro)
- 1962 : Le Fanfaron : Lili Cortona (Catherine Spaak)
- 1962 : Sodome et Gomorrhe : Maleb (Claudia Mori)
- 1962 : La Colère d'Achille : Briséis (Gloria Milland)
- 1962 : James Bond 007 contre Dr. No : Sœur Rose (Michele Mok)
- 1963 : Le Retour des titans : Kelima / Rezia (José Greci)
- 1963 : Docteur Jerry et Mister Love : Stella Purdy (Stella Stevens)
- 1964 : Hercule contre les mercenaires : Procusa (Maria Laura Rocca)
- 1964 : Six Femmes pour l'assassin : Greta (Lea Kruger)
- 1964 : Maciste contre les hommes de pierre : Agar (Anna-Maria Polani)
- 1964 : Pas de printemps pour Marnie : la serveuse (Emmaline Henry)
- 1964 : La Révolte des prétoriens : Lucilla (Paola Pitti)
- 1964 : Hercule contre les Fils du soleil : la princesse Yamara (Anna-Maria Pace)
- 1964 : Maciste et les Filles de la vallée : Ramhis (Rosalba Neri)
- 1965 : Les Prairies de l'honneur : Jennie Anderson (Rosemary Forsyth)
- 1965 : Le Cimetière des morts-vivants : Louise, la bonne (Tilde Dall'Aglio)
- 1965 : Fureur sur le Bosphore : Romi Kurtz (Evi Marandi)
- 1966 : L'Homme de la Sierra : Trini Medena (Anjanette Comer)
- 1966 : Blow-Up : la propriétaire du magasin d'antiquité (Susan Brodrick)
- 1966 : Texas Adios : Juanita[Qui ?] et la petite amie de Jim Sullivan[Qui ?]
- 1966 : K-17 attaque à l'aube : Simone (Simone Mitchell)
- 1966 : L'agent Gordon se déchaîne de Sergio Grieco : Aisha (Susan Terry)
- 1967 : La Comtesse de Hong-Kong : la comtesse Okinov (Jenny Bridges)
- 1967 : Tire encore si tu peux : Elizabeth Alderman (Patrizia Valturri)
- 1967 : Les Trois Fantastiques Supermen : une journaliste[Qui ?]
- 1967 : Le Voyage : Nadine (Judy Lang) et la fille de la publicité (Denise Lynn)
- 1969 : Un tueur nommé Luke : Dolores (Chelo Alonso)
- 1969 : John et Mary : Hilary (Tyne Daly)
- 1969 : Le Dernier des salauds : Conchita (Silvana Bacci)
- 1970 : La Vallée des plaisirs : la secrétaire de Susan Lake (Koko Tani)
- 1971 : L'Hôpital : l'infirmière Rivers (Janet Sarno)
- 1971 : La Grosse Combine : Silvana Santuzzi (Liliana Chiari)
- 1971 : Les Sévices de Dracula : Maria Gellhorn (Mary Collinson)
- 1972 : Tombe les filles et tais-toi : Sharon (Jennifer Salt)
- 1972 : L'Aventure du Poséidon : Nonnie Parry (Carol Lynley)
- 1972 : Les Charlots font l'Espagne : deux vacancières[Qui ?]
- 1972 : Massacre : Kim Walker (Marlene CLark)
- 1973 : Le Permis de conduire : Agathe, la secrétaire de l'école de conduite (Patrizia Pierangeli)
- 1973 : La Bataille de la planète des singes : Alma (France Nuyen)
- 1973 : Les Colts au soleil : Peg Cullane (Patty Shepard)
- 1973 : Prenez la queue comme tout le monde : Christa (Malisa Longo)
- 1974 : Le Nouvel Amour de Coccinelle (Herbie Rides Again) de Robert Stevenson : la princesse de tournoi (Beverly Carter)
- 1974 : 747 en péril : sœur Ruth (Helen Reddy)
- 1974 : Frankenstein Junior : Inga (Teri Garr)
- 1975 : Les Trois Jours du Condor : Janice Chon (Tina Chen[6])
- 1975 : Mandingo : Ellen (Brenda Sykes)
- 1976 : Embryo : Dr Joyce Brothers (elle-même) et la dresseuse de chien (Joyce Spitz)
- 1977 : Le Cercle infernal : Miss Pinner (Damaris Hayman)
- 1978 : Furie : Dr Ellen Lindstrom (Carol Eve Rossen)
- 1978 : Grease : Sandy Olssen (Olivia Newton-John)
- 1978 : La Grande Menace : Mme Morlar (Jennifer Jayne) (1er doublage)
- 1978 : Un mariage : Candice Ruteledge (Peggy Ann Garner)
- 1978 : L'Empire de la passion : Odame (Sumié Sasaki)
- 1979 : Star Trek, le film : Chef DiFalco (Marcy Lafferty) (1er doublage)
- 1979 : Mélodie meurtrière : Elizabeth Hover (Zeudi Araya)
- 1981 : Réincarnations : l'auto-stoppeuse (Lisa Marie)
- 1984 : Les Aventures de Buckaroo Banzaï à travers la 8e dimension : la sénatrice Cunningham (Mariclare Costello)
- 1984 : SOS Fantômes : l'agent immobilier (Rhoda Gemignani) et la femme de chambre de l'hôtel (Frances E. Nealy)
- 1985 : Ouragan sur l'eau plate : la maman de Delgado (Lucita Lijertwood)[7]
- 1985 : Cluedo : Mme Pervenche (Eileen Brennan)
- 1987 : Hansel et Gretel : Grizelda, la sorcière (Cloris Leachman)
- 1990 : Gremlins 2 : La Nouvelle Génération : Sheila Futterman (Jackie Joseph)
- 1990 : Blue Steel : Shirley Turner (Louise Fletcher)
- 1991 : À propos d'Henry : Jessica (Elizabeth Wilson)
- 1991 : Les Nuits avec mon ennemi : Iris Nepper (Bonnie Johnson)
- 1992 : La Différence : Edie (Karen Shallo)
- 1993 : Made in America : la femme blanche 1 (Phyllis Avery)
- 1994 : Forrest Gump : la vieille dame sur le banc (Nora Dunfee)
- 1994 : L'Histoire sans fin 3 : Retour à Fantasia : Gnome (Moya Brady)
- 1994[n 4] : Pionniers malgré eux : Henrietta Wheeler (Ingrid Nuernberg)
- 1996 : Twister : Meg Greene (Lois Smith)
- 1996 : Mother : Beatrice Henderson (Debbie Reynolds)
- 2002 : Cube 2 : Mme Paley (Barbara Gordon)
- 2005 : Orgueil et Préjugés : Mme Bennet (Brenda Blethyn)[8]
- 2006 : Les Fantômes de Goya : la proxénète d'Alicia (Concha Hidalgo)
- 2007 : Hot Fuzz : Leslie Tiller (Anne Reid)

#### Films d'animation
- 1950[n 5] : Cendrillon : la Marraine-fée (2e doublage)
- 1951[n 6] : Alice au pays des merveilles : Pensée, huitre et fleur (2e doublage)
- 1961 : Les 101 Dalmatiens : Anita
- 1975 : Rikki-Tikki-Tavi : la maman de Teddy, Darzee et Nagaina
- 1977[n 7] : Les Aventures de Winnie l'ourson : Maman Gourou (2e doublage)
- 1979 : Le Lion, la Sorcière Blanche et l'Armoire magique : la Sorcière Blanche
- 1982 : Le Magicien d'Oz : la méchante Sorcière de l'Ouest, Glinda et le serviteur
- 1983 : Tygra, la glace et le feu : la servante de Tygra
- 1987 : Le Pacha et les Chats de Beverly Hills : Gertrude Vandergelt
- 1989 : La Petite Sirène : Carlotta
- 1991 : La Bande à Picsou, le film : Le Trésor de la lampe perdue : Mamie Baba et la secrétaire
- 1991 : Dragon Ball : L'Aventure mystique : Krilin et Arale
- 1991 : La Belle et la Bête : l'Armoire (voix parlée)
- 1992 : Les Contes de Pierre Lapin et ses amis : Tabitha Tchutchut
- 1993 : Les Quatre Dinosaures et le Cirque magique : la mère de Buster
- 1994 : Astérix et les Indiens : Bonemine
- 1998 : Mulan : une ancêtre
- 1998 : Les Razmoket, le film : Charlotte Cornichon et Elisabeth Deville
- 1999 : Le Géant de fer : Charlotte Cornichon
- 2000 : La Petite Sirène 2 : Carlotta
- 2000 : Les Razmoket à Paris, le film : Charlotte Cornichon et Elisabeth Deville
- 2002 : Cendrillon 2 : Une vie de princesse : la Marraine-fée
- 2003 : Les Razmoket rencontrent les Delajungle : Charlotte Cornichon et Elisabeth Deville
- 2007 : Le Sortilège de Cendrillon : la Marraine-fée

### Télévision

#### Téléfilms
- 1970 : Le Masque de Sheba : Dr Joanna Glenville (Corinne Camacho)
- 1977 : L'Homme au masque de fer : Anne d'Autriche (Brenda Bruce)
- 1978 : Au temps de la guerre des étoiles : la princesse Leia Organa (Carrie Fisher)
- 1980 : Sursis pour l'orchestre : Gisèle (Marcell Rosenblatt) et la tatoueuse (Mary McGonical)
- 1986 : L'Affaire Protheroe : Ann Protheroe (Polly Adams)
- 1990 : Une maman pour Noël : Amy Miller (Olivia Newton-John)

#### Séries télévisées
- Loretta Devine dans :
  - Ally McBeal (2000) : Nora Mills (saison 3, épisode 17)
  - Boston Public (2000-2004) : Marla Hendricks
  - Supernatural (2005) : Missouri Moseley (saison 1, épisode 9)
  - Tout le monde déteste Chris (2006-2007) : Maxine
  - Boston Justice (2006-2007) : la juge Victoria Thomson / Annabelle Carruthers

- Barbara Carrera dans :
  - Colorado (1978-1979) : Corbeille d’Argile
  - Masada (1980) : Sheva
  - JAG (1998) : Marcella Paretti (saison 4, épisode 4)

- Pat Crawford Brown dans :
  - Desperate Housewives (2004-2007) : Ida Greenberg
  - Ghost Whisperer (2007) : Bertha (saison 2, épisode 18)

- Michelle Phillips dans :
  - Côte Ouest (1987-1993) : Anne Matheson Sumner (2e voix)
  - Couleur Pacifique (1996) : Suki Walker

- Priscilla Presley dans :
  - Dallas (1983-1988) : Jenna Wade
  - Les Contes de la crypte (1993) : Gina (saison 5, épisode 11)

- 1966-1969 : Daktari : Paula Tracy (Cheryl Miller)
- 1968 : Mannix : Peggy Fair (Gail Fisher[n 8])
- 1968-1969 : Les Champions : Sharon MacReady (Alexandra Bastedo)
- 1971-1972 : Spectreman : Mineko « Margaret » Tachibana (Yoko Shin)
- 1974-1982 : La Petite Maison dans la prairie : Caroline Quiner Ingalls (Karen Grassle)
- 1977-1981 : Soap : Jessica Tate (Katherine Helmond)
- 1978 : Columbo : Valerie Kirk (Lainie Kazan) (saison 7, épisode 3 : Meurtre parfait) et Joanne Nichols (Kim Cattrall) (saison 7, épisode 4 : Jeu de mots)
- 1978 : Le Renard : Thea Bernhard (Edith Schneider (de)) (saison 2, épisode 11 : Vengeance)
- 1978 : Les Têtes brûlées : le lieutenant Samantha Green (Denise DuBarry)
- 1978-1979 : Galactica : le lieutenant Athena (Maren Jensen (en))
- 1978-1983 : Starsky et Hutch :
  - 1978 : Ellen Forbes (Barbara Babcock) (saison 1, épisode 19)
  - 1983 : Dorothy Nedloe (Rosalind Miles) (saison 1, épisode 23)
  - 1983 : Diedre (Nora Marlowe) (saison 2, épisode 9)
  - 1984 : Mme Marsh (Paula Shaw) (saison 2, épisode 18)
  - 1984 : Foxy Baker (Emily Yancy) (saison 2, épisode 20)
- 1979-1980 : Drôle de vie : Molly Parker (Molly Ringwald)
- 1982 : Flamingo Road : Lute-Mae Sanders (Stella Stevens) (2e voix)
- 1982-1986 : Arnold et Willy : Pearl Gallagher (Mary Jo Catlett)
- 1985-1992 : Cosby Show : Anna Huxtable (Clarice Taylor)
- 1989 : Code Quantum : Miriam Davitz (Magda Harout) (saison 2, épisode 7)
- 1989-1997 : Roseanne : Beverly Harris (Estelle Parsons)
- 1989-1998 : La Vie de famille : Harriette Winslow (Jo Marie Payton-Noble puis Judyann Elder)
- 1990 : Hercule Poirot : Mildred Croft (Carol MacReady (en)) (saison 2, épisode 1 : La Maison du péril)
- 1990-1991 : Mystères à Twin Peaks : Catherine Packard Martell (Piper Laurie)
- 1990-1993 : Le Prince de Bel-Air : Vivian Banks (Janet Hubert-Whitten)
- 1991 : Code Quantum : Colleen McBain (Nancy Lenehan) (saison 4, épisode 6)
- 1991-1996 : Les Sœurs Reed : Alexandra « Alex » Rééd.Halsey (Swoosie Kurtz)
- 1992 : Les Contes de la crypte : Lucille (Madge Sinclair) (saison 4, épisode 14)
- 1993 : X-Files : Aux frontières du réel : Ellen Bledsoe (Lorena Gale) (saison 1, épisode 6)
- 1993 : Arabesque : une bibliothécaire (Sonia Jackson) (saison 9, épisode 12)[9]
- 1994 : Arabesque : Barbara Fisher (Janet MacLachlan) (saison 10, épisode 16)[9]
- 1994 : Scarlett : Pauline Robillard (Barbara Barrie)
- 1995-2004 : Le Drew Carey Show : Mimi Bobeck Carey (Kathy Kinney)
- 1996-1998 : Les Frères Wayans : Grand-Mère Ellington (Ja'net DuBois)
- 1997 : Sept à la maison : June McKinley (Debra Jo Rupp) (saison 2, épisode 2) et Charlotte Kerjesz (Rita Zohar) (saison 2, épisode 9)
- 1998 : Stargate SG-1 : Saroosh / Selmak (Joy Coghill)[9] (saison 2, épisode 12)
- 1998 : Sept à la maison : Dr Lisa Landsberg (Nancy Linari) (saison 3, épisode 1)
- 1999 : New York, unité spéciale : Evelyn Caulfield (Delphi Harrington) (saison 1, épisode 4)
- 1999-2006 : Les Condamnées : Sylvia Hollamby puis Nicholson (Helen Fraser)
- 2003 : New York, unité spéciale : Candace Lamerly (Michael Learned) (saison 4, épisode 17)
- 2003 : New York, unité spéciale : Sheila Baxter (Fionnula Flanagan) (Saison 5, épisode 11)
- 2004-2005 : Desperate Housewives : Yao-Lin (Lucille Soong) (1re voix) et Ceal (Maree Cheatham) (saison 2, épisode 7)
- 2004 : Salem : Eva Prunier (Julia Blake) (mini-série en 2 épisodes)
- 2005 : New York, police judiciaire : la juge Carla Soloman (Lauren Klein) (7 épisodes)
- 2007 : Saving Grace : Betty Hanadarko (Jessica Walter) (1re voix)

#### Séries d'animation
- 1974 : Mister Magoo : Voix diverses
- 1975 : Scooby-Doo : Daphné
- 1976 : Candy : la narratrice, Éléonore Baker (2e voix), Louise, Flany Hamilton, Suzanne Marlow et Mme Legrand (2e voix)
- 1978 : Goldorak : Phénicia (1re voix)
- 1979 : Scooby-Doo et Scrappy-Doo : Daphné
- 1979 : Albator, le corsaire de l'espace : Nausicaa / Esmeralda
- 1980 : Tom Sawyer : tante Sally
- 1981 : Kwicky Koala : Kwicky
- 1982 : Il était une fois... l'Espace : Silva
- 1982 : Mam'zelle Tom Pouce : mère de Mam'zelle Tom Pouce, Mme Crapaud et Mme Souris
- 1983 : Les Croque-monstres : Bella Spectrale / Sabrina
- 1983 : Nucléa 3000 : Sidéralia
- 1984 : Albator 84 : Nausicaa, Léotar (1re voix) et la déesse dorée (1re voix)
- 1984 : Judo Boy : Marjorie, Milly et la cheffe des chats sauvages
- 1984 : Les Maîtres de l'univers : Evil-Lyn
- 1984 : Les Trois Mousquetaires : Anne d'Autriche / Milady
- 1984-1990 : Les Muppet Babies : Nounou
- 1985 : Sherlock Holmes : la gouvernante et la tante de Pénélope
- 1985 : Cobra : Dominique (dernier épisode)
- 1985 : Les Treize Fantômes de Scooby-Doo : Daphné
- 1985 : Les Bisounours : Groscopain (voix de remplacement)
- 1985-1987 : La Famille Ours : la reine Nectar
- 1986 : Lady Oscar : mère d'Oscar
- 1986 : Jem et les Hologrammes : Raya / Roxy
- 1986 : La Légende des douze mois : la mère
- 1986-1989[n 9] : Dragon Ball : Krilin, Lunch, Upa et Puerh
- 1987 : Flo et les Robinson suisses : Anna, la mère
- 1987 : King Arthur : Medessa, Igraine
- 1987 : Dans les Alpes avec Annette : Claude Martha, la grand-tante
- 1988 : Winnie l'ourson : Maman Gourou
- 1988 : La Bande à Picsou : Mamie Baba et Miss Tick
- 1988 : Gu Gu Ganmo : Zouzou et la mère d'Arti
- 1988 : Pollyanna : la narratrice et Sadie
- 1988 : Les Nouvelles Aventures de Winnie l'ourson : Maman Gourou
- 1989[n 10]-1996 : Dragon Ball Z : Krilin, Dendé et Trunks enfant (1res apparitions)
- 1989 : La Petite Olympe et les Dieux : Héra
- 1990 : À plein gaz : mère de Teddy
- 1992 : La Famille Addams : Mamie Addams
- 1992 : Les Misérables : Mme Symphorien
- 1992 : Les Razmoket : Susie Carmichael et Charlotte Cornichon
- 1993 : La Famille Addams : Mamie Addams
- 1993 : Sailor Moon : Raya / Sailor Mars (1re voix), la mère de Bunny, Artémis et les Youmas
- 1993 : X-Men : Tornade
- 1993 : Animaniacs : la maman de Bumbie et Vina Waleen
- 1994 : Les Contes les plus célèbres : la narratrice (6 épisodes)
- 1995 : Kangoo : la reine
- 1995 : Les Enfants du capitaine Trapp : la baronne
- 1996 : Spider-Man, l'homme-araignée : Madame Web
- 2000 : Les Enfants d'aujourd'hui : Grand-mère
- 2003-2008 : Razbitume ! : Gertrude
- 2003-2009 : Jenny Robot : Dr Nora Wakeman

### Jeu vidéo
- 2000 : Winnie l'ourson : La Chasse au miel de Tigrou : Maman Gourou
- 2001 : Winnie l'ourson - Premières Decouvertes : Maman Gourou

### Direction artistique
- Division d'élite (codirection avec Michel Dodane)
- Les Frères Scott (saisons 1 à 3, codirection avec Blanche Ravalec)
- Moi et ma belle-famille (codirection avec Bernard Tiphaine)
- Summerland
- La Vie de famille